# Antirrhea archaea
Antirrhea archaea é uma borboleta neotropical da família Nymphalidae e subfamília Satyrinae, descrita por Jakob Hübner em 1822 e que se distribui do Brasil até a Argentina. Visto por cima, o padrão básico da espécie apresenta asas de coloração castanha com uma série de quatro ocelos de coloração negra, com pontuações brancas em seu centro, em sequência e próximos à borda das asas anteriores. O ocelo mais acima (no ápice das asas) é de tamanho reduzido, comparado aos outros três. Asas posteriores com três pontuações negras em sequência. Os ocelos das asas anteriores e as pontuações das asas posteriores são margeados por uma tonalidade mais clara de castanho. Vista por baixo, a espécie apresenta a padronagem de folha seca.

## Hábitos
São borboletas que se alimentam de frutos em fermentação e que possuem voo baixo[carece de fontes?], pousando em folhagem seca e plantas do solo das florestas.